# 7363 Ескібел
7363 Ескібел (7363 Esquibel) — астероїд головного поясу, відкритий 18 березня 1996 року.
Тіссеранів параметр щодо Юпітера — 3,315.